# Sedmá z devíti

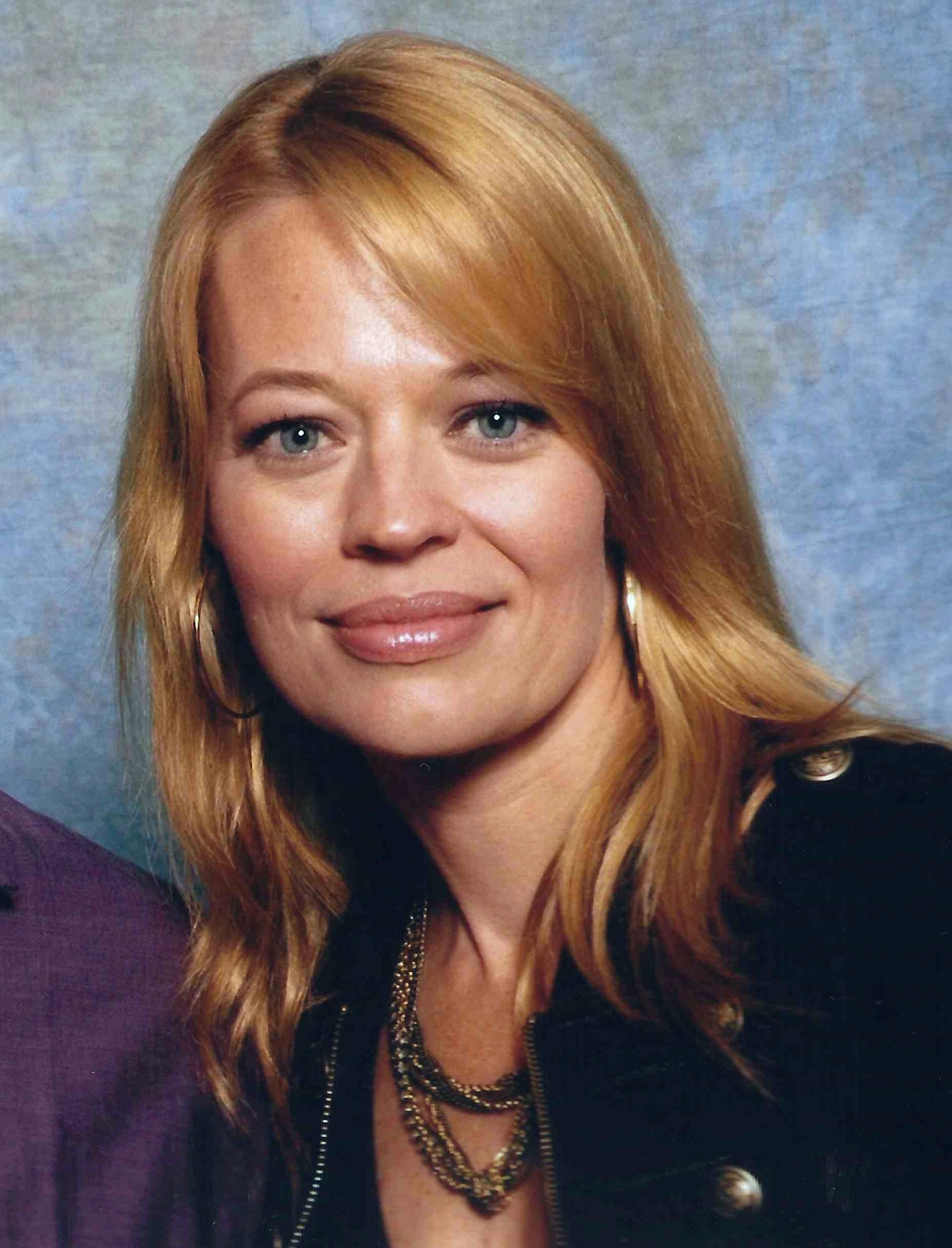
Sedmou z devíti ztvárnila herečka Jeri Ryan

Sedmá z devíti (v anglickém originále Seven of Nine / 7 of 9) je fiktivní postava z amerického televizního sci-fi seriálu Star Trek: Vesmírná loď Voyager. Představila se také v seriálu Star Trek: Picard. Postavu dospělé Sedmé ztvárnila americká herečka Jeri Ryan. V dětském věku před asimilací ji hrály Erica Lynne Bryanová a Katelin Petersenová.
Narodila se jako člověk jménem Annika Hansenová. Později byla asimilována Borgy, čímž se stala Borgem s označením Sedmá z devíti – terciární doplněk unimatice nula jedna (anglicky: Seven of Nine – tertiary adjunct of unimatrix zero one), zkráceně Sedmá z devíti nebo jen Sedmá. V epizodě „Škorpion“ byla z borgského společenství přivedena zpět. Na lodi Voyager se v ní pak kapitánka Janewayová postupně snažila probudit lidskou stránku.
Postava se objevila celkem ve 102 dílech seriálu Star Trek: Vesmírná loď Voyager.

## Specifika postavy
Poprvé se role Anniky Hansenové, respektive Sedmé z devíti, objevila ve čtvrté seriálové sezóně, v díle „Škorpion“. Tehdy holčičku Anniku hrála Erica Lynne Bryanová ve dvou dílech „Škorpion“ a „Havran“. Následně ji vystřídala Katelin Petersenová v díle „Temná hranice“.
Na dospělou roli Sedmé z devíti byly ke konkurzu přizvány herečky Claudia Christianová a Hudson Leicková. Nakonec byla obsazena Jeri Ryan.
Samotná Sedmá z devíti oblékala původně konzervativní modely šatů. Herečka Jeri Ryan žádala o změnu, protože ji kombinéza omezovala a necítila se v ní dobře. Nový typ hnědé kombinézy s hlubším výstřihem měl premiéru v dílu „Havran“, provedení obleku s límečkem v díle „Vědecká metoda“, následovala kobaltově modrá kombinéza v díle „Z masa a kostí“ a modrý typ přišel v epizodě „Choroba“, švestková barva pak v díle „Temná hranice“. V oficiální uniformě je Sedmá oblečená jen ve dvou epizodách „Relativita“ a „Lidská chyba“ jako hologram. V borgském kostýmu vystupuje v dílech „Škorpion“ a „Pud sebezáchovy“, kdy se retrográdně vrací v čase.

## Příběh postavy
Sedmá z devíti se narodila v kolonii Tendara jako člověk se jménem Annika Hansenová hvězdného času 25479, podle pozemského kalendáře 24. června 2348. Jejími rodiči jsou Magnus a Erina Hansenovi. V dětství se o ni často starala teta Irene Hansenová. Mimo jiné si Annika zamilovala červenou barvu a jahodový koláč. Láska k jahodám ji neopustila po celý život a to ani po asimilaci.
Rodiče Anniky Hansenové byli neortodoxními badateli – exobiologové, kteří se zaměřovali na výzkum života ve vesmíru, konkrétně druhu Borgů. K jejich pozorování získali malou kosmickou loď USS Raven třídy Danube. Roku 2353 se šestiletou dcerou na palubě vypluli na dobrodružnou cestu do vesmíru s cílem navázat kontakt s objektem vědeckého zájmu – tedy Borgy. Po menších peripetiích dosáhli kýženého úspěchu, když objevili jejich Společenství. Využili nejmodernějších technologií, které je učinili neviditelnými vůči borgským technologiím a mohli se transportovat do borgské Krychle, domova Borgů). Ovšem záměr zneviditelnění byl úspěšný jen do momentu, než iontová bouřka vyřadila na přibližně 13,2 sekundy multiadaptivní štíty, což bylo dost pro Borgskou krychli, aby USS Raven zachytila a začala ji pronásledovat. Jako další lidé, kteří se dostali s Borgy do kontaktu, byla celá rodina asimilována – přetvořena k obrazu Borgskému. Annika se marně snažila schovat na můstku před zadržením.
Dřívější Annika Hansenová získala novou identitu – Sedmé z devíti terciárního doplňku unimatice nula jedna, borgského vojáka a značnou část dospívání strávila v dozrávací komoře. U Borgů je zcela potlačen důraz na individualitu, na jedince samotného, vše je činěno ve prospěch Společenství. Na Zemi se tomu blíží srovnání s organizací společenství včel nebo mravenců. Následně se Sedmá podílela, v již nové roli na mnohých dalších asimilacích lidí, Ferengů, Cardassianů, Bajoranů a Klingonů.
Začátkem roku 2368 došlo k havárii rodné Unimatice Sedmé z devíti na neprobádané planetě v delta-kvadrantu a jejich kontakt s mateřským úlem byl přerušen. Borgové, kteří prošli asimilací v dospělosti, pocítili touhu k vymanění se z nové identity a návratu k původnímu životu. Takové nutkání se však neobjevilo u Sedmé z devíti, příliš totiž srostla se Společenstvím a zcela se s ním identifikovala. Unimatice byla nalezena a zachráněna. Tento příběh však leccos vypověděl o charakteru postavy.

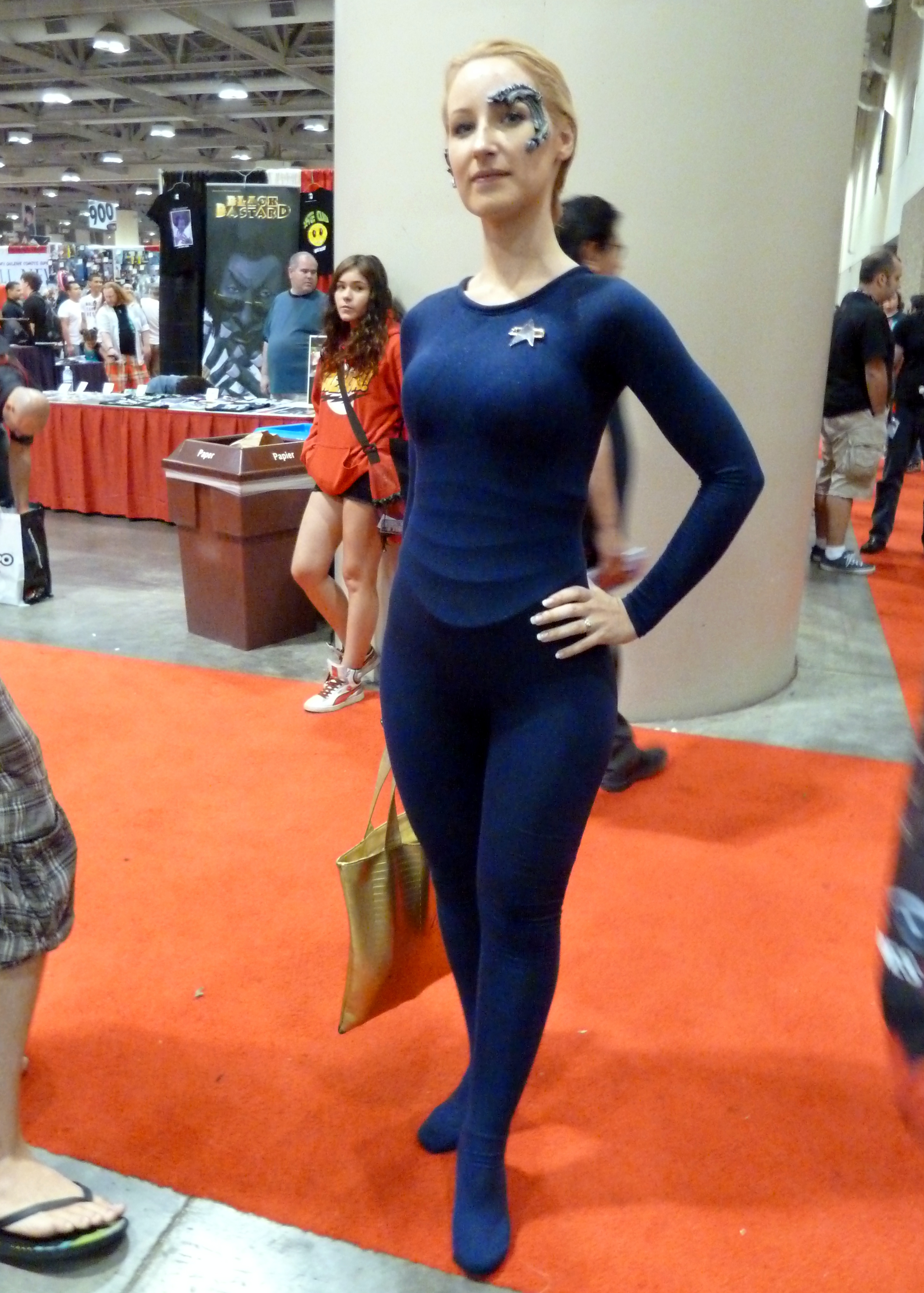
Cosplay Sedmá z devíti

V průběhu války mezi neznámou rasou 8472 a Borgy v roce 2373 sehrála mediační roli federační loď USS Voyager. Kapitánka Kathryn Janewayová ve snaze zajistit přežití své posádky musela spolupracovat s Borgy a nabídla jim modifikované nanosondy, upravené hologramem Doktora podle parametrů získaných při průzkumu lodi rasy 8472, které byly posléze použity v torpédech jako zbraň. Sedmá z devíti spolupracovala s posádkou Voyageru (především Janewayovou a Tuvokem). Ovšem útok nepřátelské posádky rasy 8472 na Voyager, donutil Sedmou z Devíti obětovat Borgskou krychli a transportovat kapitána Jenewayovou a poručíka Tuvoka s několika borgskými vojáky na USS Voyager. Mezi nimi byla i Sedmá z devíti, která naléhavě žádala o změnu kurzu Voyageru k nejbližší Borgské krychli, která byla v tom momentě vzdálena 40 světelných let. To zastupující velitel Chakotay odmítl (kapitánka byla vážně zraněna, když byla zasažena na krychli proudem energie vypálené z lodi rasy 8472 a v danou chvíli nevelela) a po manipulaci s ovládáním deflektoru nařídil poručíku Tuvokovi, aby otevřel nákladový sektor 2 směrem do volného vesmíru, čímž Borgy podtlakem eliminoval. Jediný, kdo celou událost přežil, byla Sedmá, která i nadále pokračovala v modifikacích nastavení deflektoru a vytvořila druh gravitonového paprsku, který vytvořil typ kvantové singularity vedoucí do tekutého prostoru – domova rasy 8472. Během tohoto incidentu se podařilo Doktorovi uzdravit kapitána Janewayovou, která po seznámení se situací nařídila plnou spolupráci se Sedmou z devíti. Voyager úspěšně odzkoušel biomolekulární fotonová torpéda na 4 nepřátelských lodích a poté Sedmá opět aktivovala protokoly deflektoru k návratu z tekutého prostoru. 
Poté, co se podařilo porazit rasu 8472 se Sedmá z devíti pokusila unést Voyager a částečně asimilovala některé primární systémy lodi jako třeba warp pohon. Nakonec jí byl energetickým výbojem deaktivován horní páteřní subprostorový nanotransvysílač, čímž bylo přerušeno její spojení mysli s Borgským kolektivem. Tak se v roce 2374 definitivně znovu ocitla na lodi Federace, odloučená od borgského Společenství. Navykání si opět na novou identitu bylo obtížné, nechtěla se vracet ke svému předešlému životu a napříště odmítla používat původní jméno Annika. I přes svou částečnou spolupráci se párkrát pokusila o spojení s Borgy, což vedlo k jejímu zadržení a uvěznění. Z těla jí byly odstraněny borgské součástky, nikoli však úplně, což připomínala tvář doplněná implantáty. Některé vlastnosti Sedmé z devíti z dob Společenství (např. vynikající zrak, odolnost), z ní učinily platného člena posádky. Příjemnou a humornou nevýhodou byl její snížený práh vůči synteholu. Poté, co USS Voyager navštívil místo b'omarského prostoru, kde havarovala loď Raven, se vybavily Sedmé vzpomínky. Následně načas opustila loď Voyager, aby se záhy vrátila na její palubu.
Dále prožívala rozličné mise s posádkou Voyageru.